# Marcela Sabat
Marcela Constanza Sabat Fernández (Santiago, 4 de abril de 1981) es una política chilena de origen palestino, militante de Renovación Nacional (RN). Hasta 2022 fue senadora de la República designada por la Circunscripción 7, Santiago Poniente, tras reemplazar a Andrés Allamand el 4 de agosto de 2020.
Anteriormente entre marzo de 2018 y junio de 2020 fue diputada por el distrito N.º 10 que comprende las comunas de La Granja, Macul, Ñuñoa, Providencia, San Joaquín y Santiago, y entre 2010 y 2018 fue diputada por dos períodos consecutivos por el antiguo distrito N.° 21, que correspondía a las comunas de Ñuñoa y Providencia.

## Biografía

### Primeros años y vida personal
Nació el 4 de abril de 1981, hija de Pedro Sabat, alcalde de Ñuñoa (1987-1989, 1996-2015), y Marcela Fernández.
Está casada con Rodrigo Sarquis Martini y son padres de dos hijos.
El 25 de mayo de 2020 se contagió de COVID-19, y posteriormente desarrolló neumonía.

### Estudios y vida laboral
Realizó su educación primaria y secundaria en el Trewhela's School, del cual egresó en 1998. Luego ingresó a estudiar Derecho en la Universidad del Desarrollo (UDD) y posteriormente en la Universidad Finis Terrae (UFT), sin llegar a titularse de abogada. También tiene estudios de teatro en la Academia Arte Abam, como también de creatividad vocal y corporal, y posee un diplomado en Marketing y Ventas en la Universidad Adolfo Ibáñez (UAI).
En 2007 se desempeñó en el estudio jurídico Otero, donde fue asistente personal del abogado y exsenador Miguel Otero. 
En 2008, trabajó como asistente de relaciones públicas y marketing en la empresa Audi Chile.

## Carrera política
Es militante de Renovación Nacional (RN) y ha colaborado en las campañas electorales de su padre. Trabajó en las campañas presidenciales de Sebastián Piñera de 2005 y 2009; en esta última tuvo un rol mucho más importante cuando en la segunda vuelta fue nombrada vocera del candidato.
En diciembre de 2009 participó en las elecciones parlamentarias como candidata a diputada para el distrito N.º 21, correspondiente a las comunas de Ñuñoa y Providencia, siendo electa con el 27,40 % de los votos. En su primer periodo en la Cámara de Diputados formó parte de las comisiones permanentes de Familia, Ciencia y Tecnología y Gobierno Interior y Regionalización, además de la comisión especial del Adulto Mayor.
En las elecciones parlamentarias de noviembre de 2013, fue reelegida como diputada por el mismo Distrito N.º 21, en representación del Partido Renovación Nacional. Para el periodo 2018-2022, obtuvo el mayor número de votos entre las candidatas (mujeres) a la Cámara de Diputados en Chile, en unos de los distritos de mayor extensión del país tras la entrada en vigencia del nuevo sistema electoral. En la actualidad, es por segunda vez subjefa de Bancada de Renovación Nacional, la tienda más importante a nivel de representación de Chile Vamos en la Cámara Baja. Integra además, las comisiones permanentes de Familia y Adulto Mayor, Seguridad Ciudadana y Relaciones Exteriores.
Actualmente también es encargada de RN Mujeres y está a cargo de la vicepresidencia de ParlAmericas, Institución compuesta por legislaturas de 35 estados de Norte, Centro, Sudamérica y el Caribe, que promueve la diplomacia parlamentaria en el sistema interamericano.
El 28 de julio de 2020 fue designada por la Directiva de RN como reemplazante del senador Andrés Allamand, quién fue nombrado ministro de Relaciones Exteriores por Sebastián Piñera. Al asumir como senadora, debió dejar el escaño en la Cámara de Diputados, siendo sucedida por Tomás Fuentes. Integra las comisiones permanentes de Relaciones Exteriores, Seguridad Ciudadana, y Mujeres y Equidad de Género. Forma parte del Comité Parlamentario de Renovación Nacional.

## Hitos legislativos
Es la diputada más votada actualmente de la Cámara de Diputados, electa por primera vez el año 2010, cuando las mujeres representaban tan sólo el 12,5% del total de la Cámara.
Presidió por dos años la Comisión de Seguridad, y uno la Comisión Especial de la Juventud. Fue además la primera diputada en la historia del Congreso en presidir una Comisión Mixta, siendo en la instancia que revisó el proyecto de ley sobre tuición compartida de los hijos.
Fue impulsora, junto con otras diputadas, para que en la Cámara existiera una Comisión de Mujeres y Equidad de Género en forma permanente, para una tramitación de los proyectos en forma más expedita, y con un enfoque de género. También es autora del proyecto de ley que asegura el fuero maternal a todas las funcionarias de las Fuerzas Armadas, texto ya transformado en ley de la República. 
Además ha impulsado diferentes proyectos en relación con los adultos mayores, empujando proyectos no convertidos en Ley como la inembargabilidad de sus bienes, la obligatoriedad de la denuncia ante una posible maltrato, la normativa que busca sancionar con penas desde tres años y un día hasta cinco años, a quienes maltraten a los adultos mayores, la incorporación al Código de Trabajo un contrato de trabajo especial para los adultos mayores, el eximir del pago de contribuciones a los adultos mayores, entre otros.

## Historial electoral

### Elecciones parlamentarias de 2009
- Elecciones parlamentarias de 2009 a Diputado por el distrito 21 (Ñuñoa y Providencia)[7]

### Elecciones parlamentarias de 2013
- Elecciones parlamentarias de 2013 a Diputado por el distrito 21 (Ñuñoa y Providencia)[8]

### Elecciones parlamentarias de 2017
- Elecciones parlamentarias de 2017 a Diputado por el distrito 10 (La Granja, Macul, Ñuñoa, Providencia, San Joaquín y Santiago)[9]

### Elecciones parlamentarias de 2021
- Elecciones parlamentarias de 2021, para la Circunscripción Senatorial nro. 7, Región Metropolitana de Santiago